# 桶狭間神明社
桶狭間神明社（おけはざましんめいしゃ）は、名古屋市緑区桶狭間神明にある神社である。正式名称は神明社（しんめいしゃ）という。旧社格は村社、祭神として天照大神を祀る。

## 概要
愛知県教育史編纂部による『神社に関する調査』（1931年（昭和6年））は、神明社の創建を1791年（寛政3年）頃としている。しかし、『寛文村々覚書』（寛文年間（1661年 - 1673年））や『尾張徇行記』（1808年（文化5年））には桶廻間村に「前々除」として存在した3つの社のひとつとして記載され（他は愛宕社、山之神社）、「前々除」が1608年（慶長13年）の伊奈忠次による検地（備前検）の際に崇敬の証として社寺の所領地が無税とされたことを示す言葉であることから、神明社が江戸時代初頭にはすでに存在していた可能性が高い。

桶狭間の戦いの折りには今川方の先手侍大将として当地に着陣した瀬名氏俊が戦勝を祈願したといわれ、このとき奉献した神酒の酒桶とされるものが宝物として残されている。この宝物は今川義元が水を汲んだ桶であるともいわれる。
1753年（宝暦3年）には社殿の大造営が行われ、現在も残る神楽殿および裏山の瑞垣はこの時に作られたものである。明治時代に至り、神社合祀の動きを受けて村内各所に散在していた小祠が集められ、13の境内社として存続することになる。社殿は1935年（昭和10年）にも改築され、現在に至っている。
社殿の左右に立つ樹幹は「お手植えの杉」と呼ばれる。宝永年間（1704年 - 1710年）、知多地方巡行の際に桶狭間神明社を参詣した尾張藩第4代藩主徳川吉通が拝殿前に杉の苗木を植樹、巨木に成長した杉は1世紀以上にわたって繁栄し続けたが、1824年（文政7年）の台風により倒伏枯死してしまう。これを惜しんだ氏子らが枯死した樹幹を同じ場所に直立させ、神木として保存するようになったという。

また、境内には盃状穴（はいじょうけつ）を持つ石が残されている。元々は参道入口にあった常夜灯の台座として使用されていた石とみられ、五穀豊穣・安産を願って刷り刻まれたものであるとか、子供の遊びで刻まれたものであるとかいういわれを持つ古い遺物である。

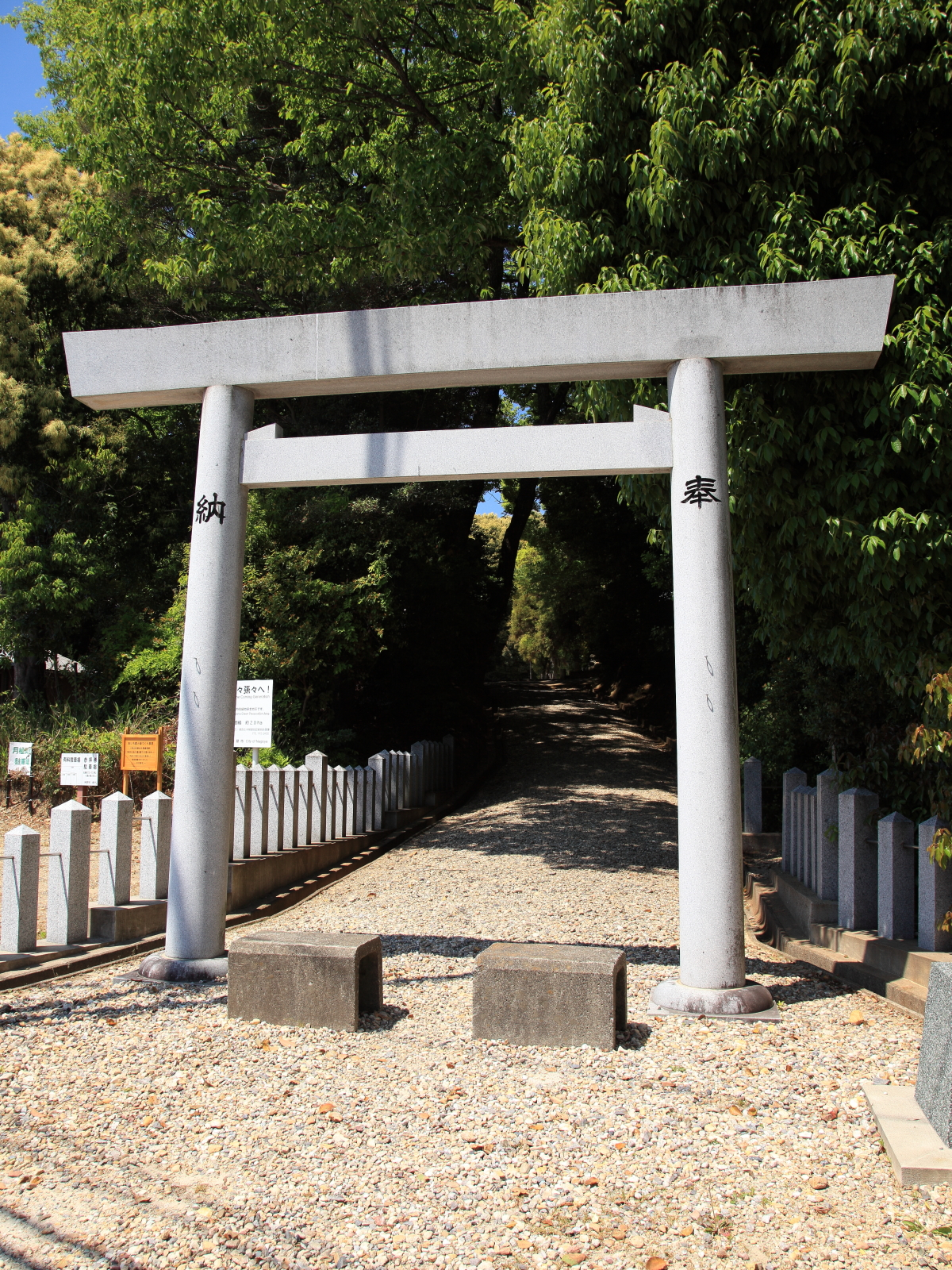
東の鳥居 （2013年（平成25年）4月）。
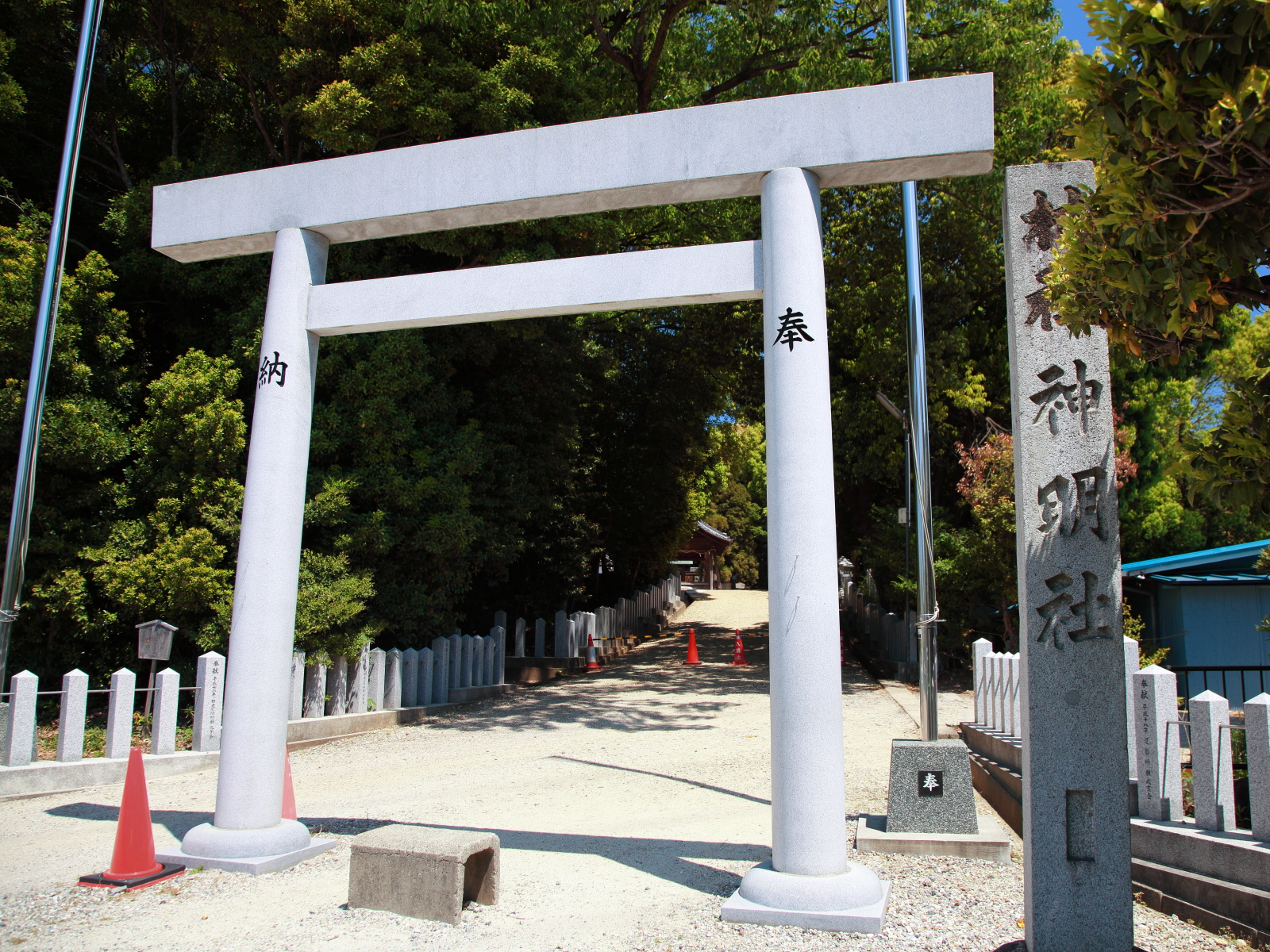
南の鳥居 （2013年（平成25年）4月）。
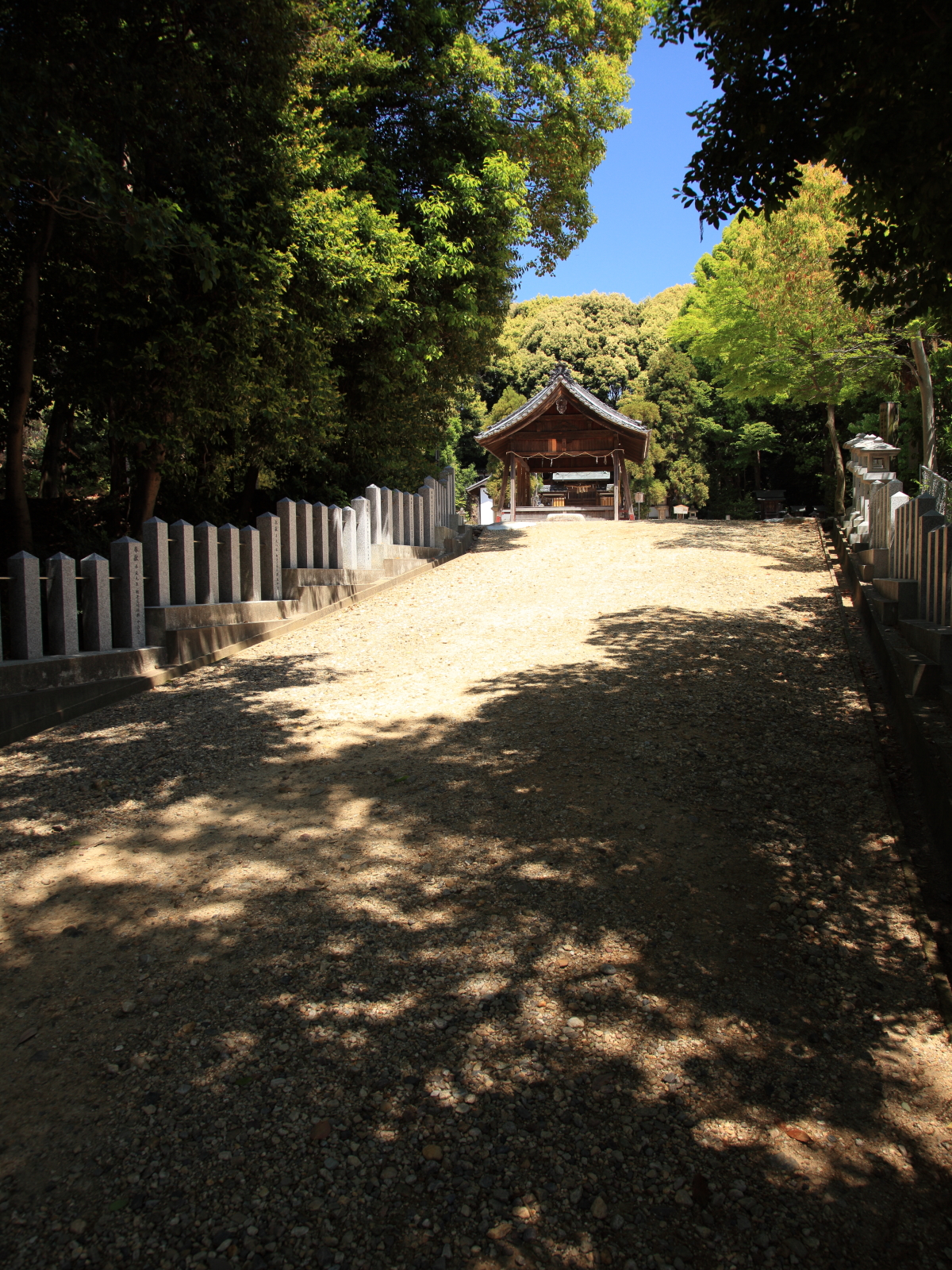
南参道 （2013年（平成25年）4月）。
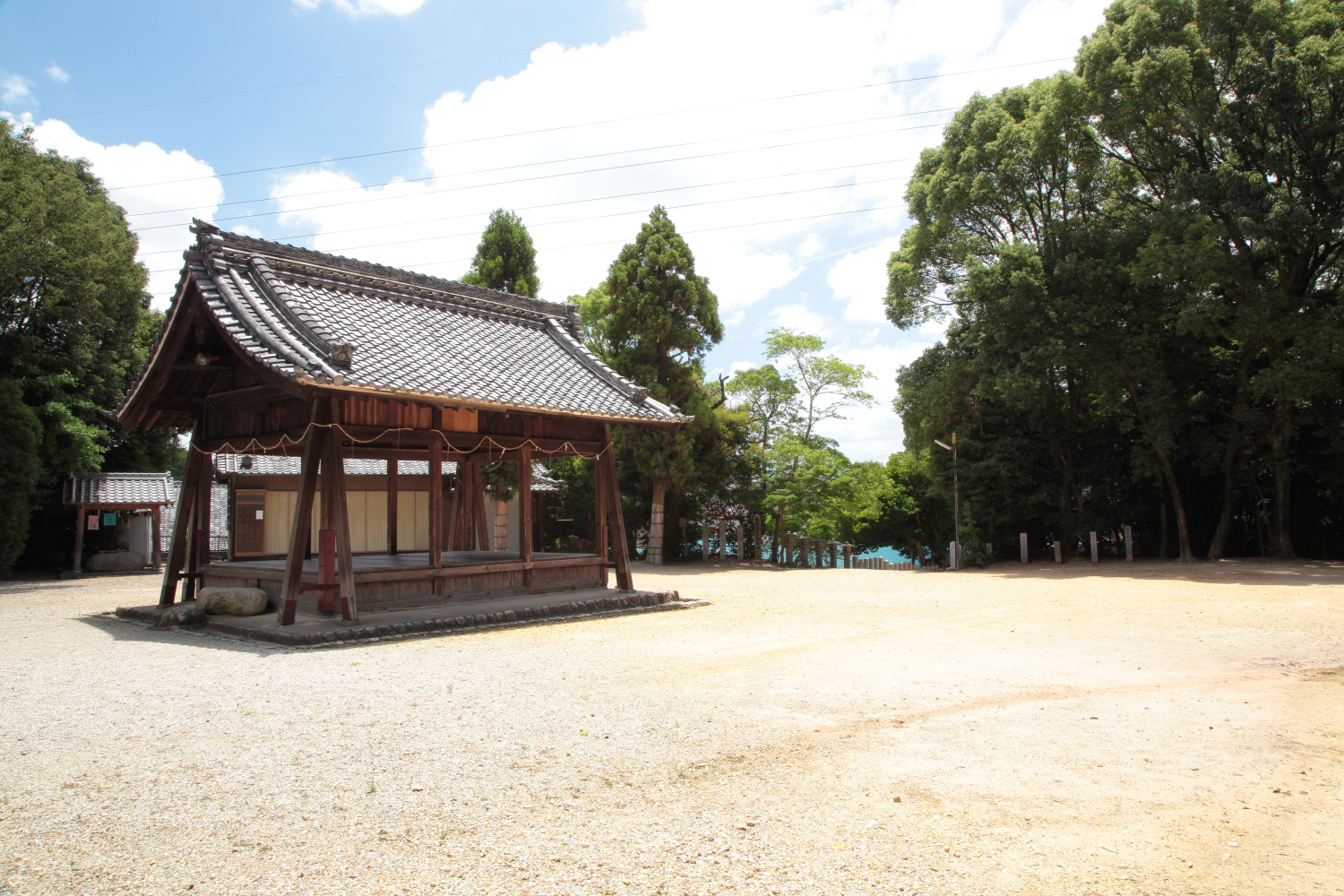
境内と神楽殿 （2012年（平成24年）7月）。
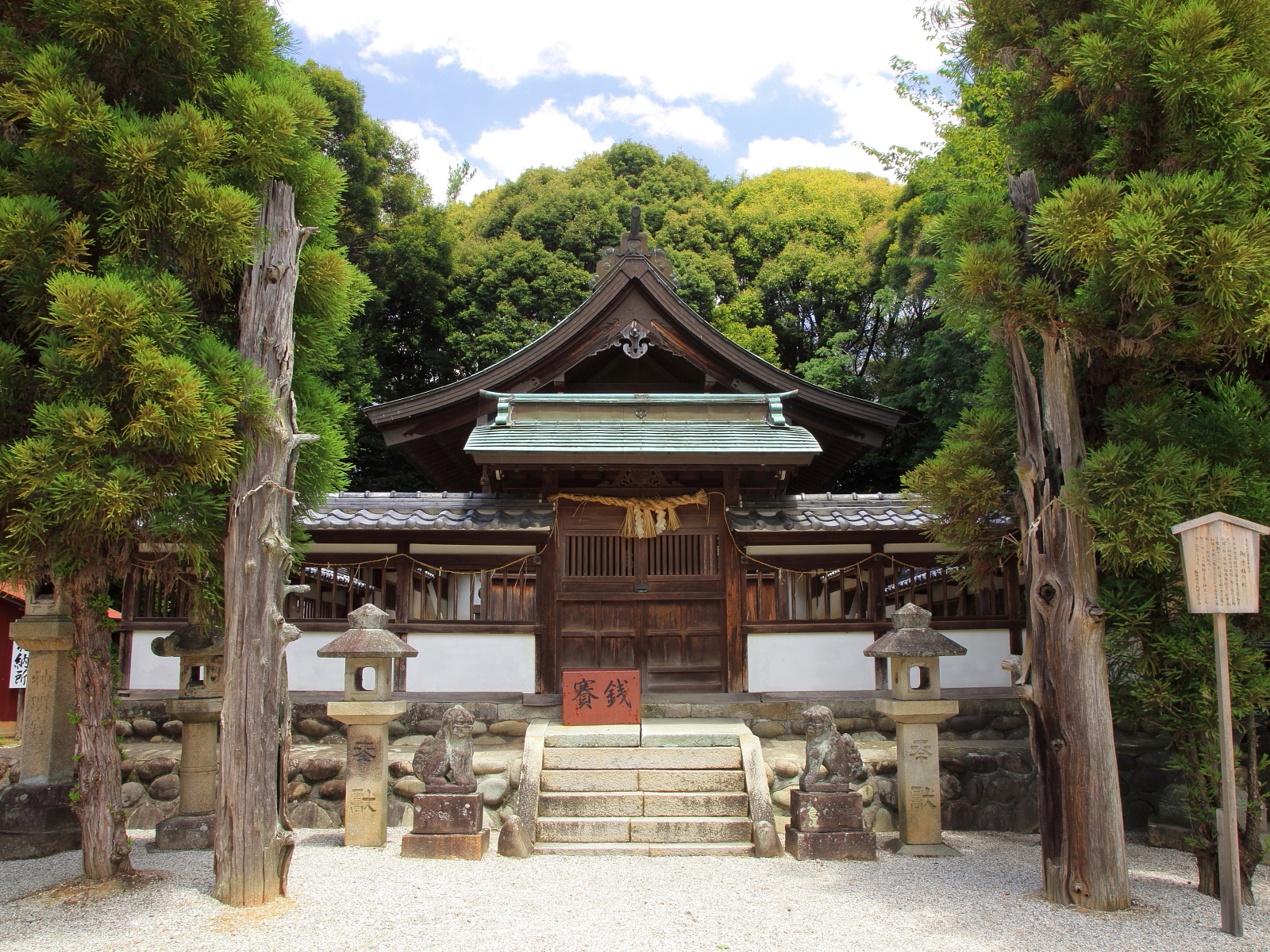
拝殿。手前左右に立ち並ぶ樹幹は「お手植えの杉」 （2012年（平成24年）7月）。
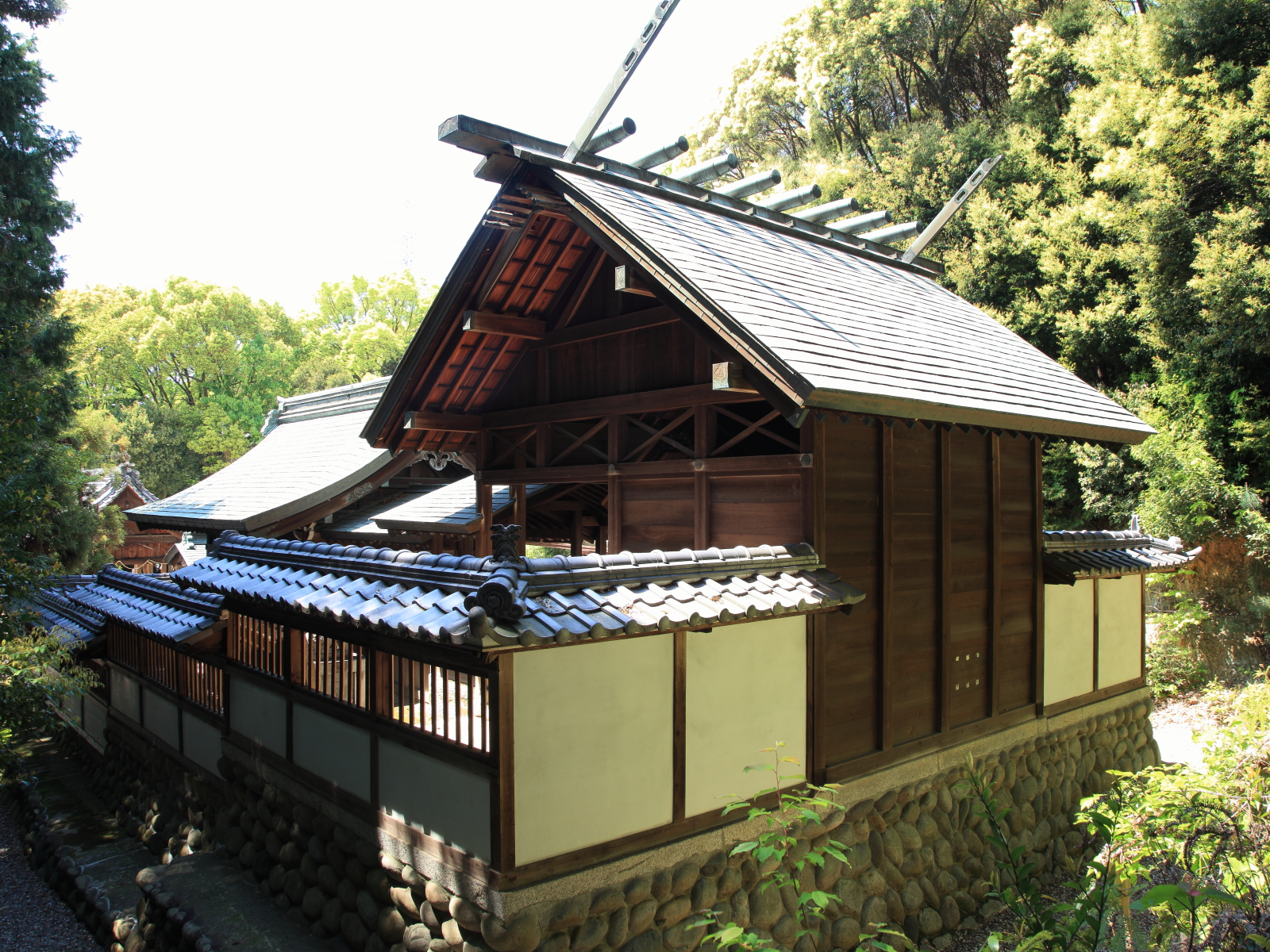
本殿 （2013年（平成25年）4月）。
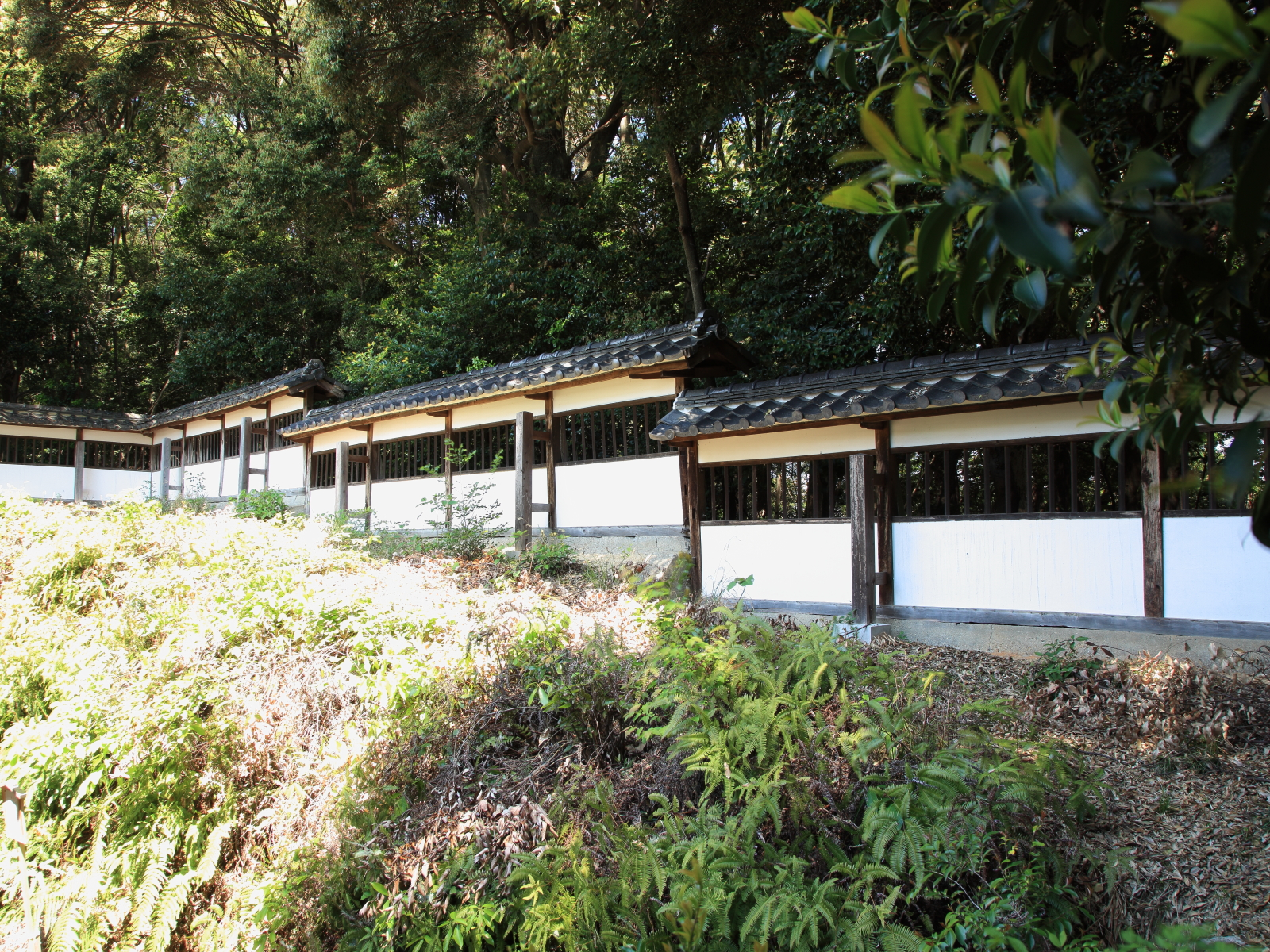
本殿の裏山に残る瑞垣 （2013年（平成25年）4月）。
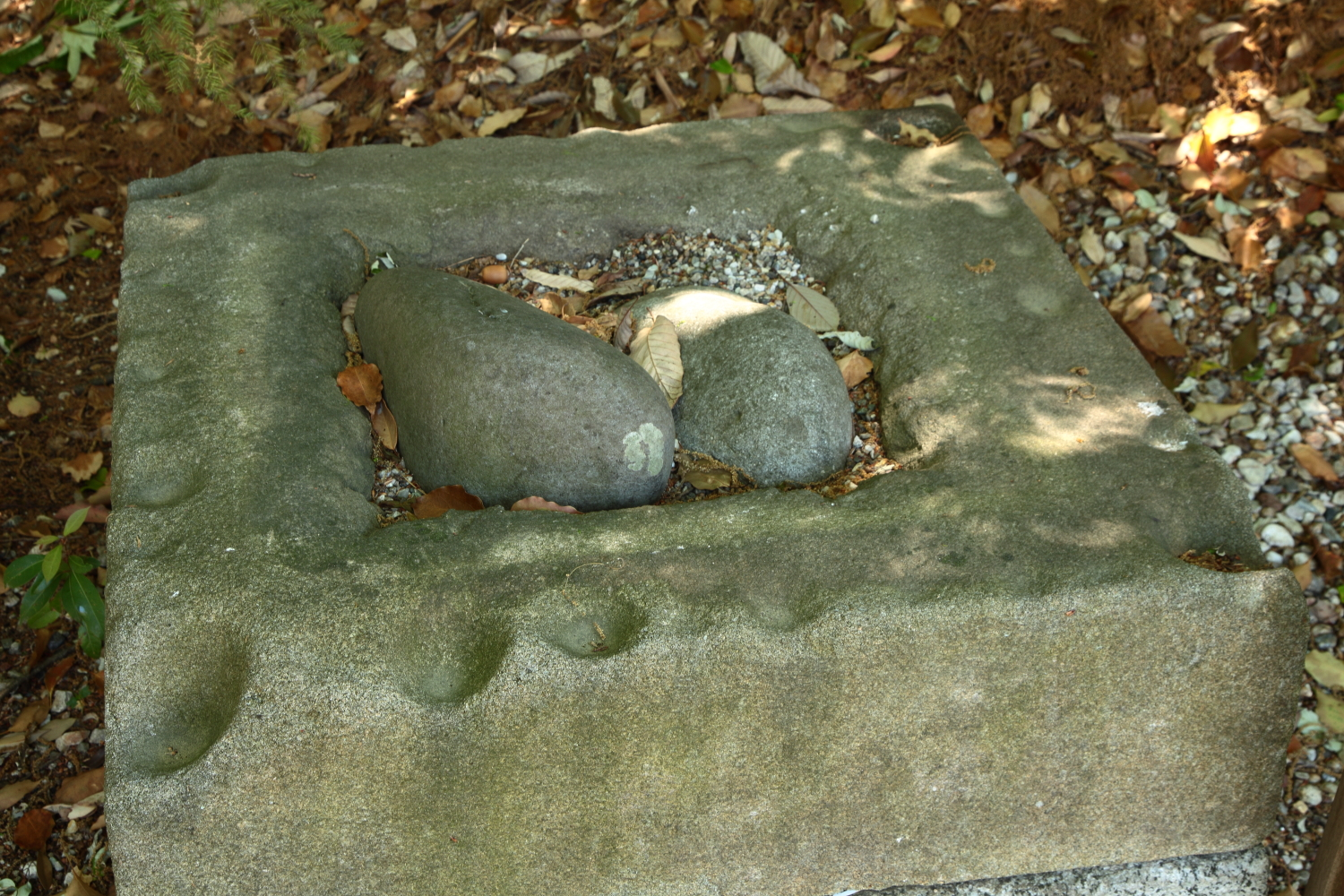
盃状穴 （2013年（平成25年）4月）。

## 境内社
- 熱田社（あつたしゃ） - 江戸時代中期、熱田社より勧請される。
- 天満社（てんまんしゃ） - 江戸時代中期、北野天満宮より勧請される。
- 鹽竈社（しおがましゃ） - 江戸時代中期、鹽竈神社より勧請される。
- 浅間社（あさましゃ） - 江戸時代末期、桶廻間村の信者により勧請される。
- 金刀比羅社（ことひらしゃ） - 元は和光山長福寺にあったものが[4]、1877年（明治10年）に当社に合祀される[7]。
- 御鍬社（おくわしゃ） - 古くは田楽坪にあったものが、江戸時代に至って郷前に移され、さらに1877年（明治10年）に当社に合祀される[8]。
- 金峯社（きんぷしゃ） - 元はセト山付近にあったものが、1877年（明治10年）に当社に合祀される[7]。
- 石神社（いしがみしゃ） - 元は東ノ池南西角にあったものが、明治時代に当社に合祀される。
- 秋葉社（あきばしゃ） - 元は郷前にあったものが、1877年（明治10年）に当社に合祀される[7]。
- 愛宕社（あたごしゃ） - 『寛文村々覚書』や『尾張徇行記』には桶廻間村に前々除として存在した3つの社のひとつとして記載され（他は神明社、山之神社）[2][3]、元は幕山の北端にあったものが、1877年（明治10年）に当社に合祀される[7]。
- 津島社（つしましゃ） - 元は林下の鞍流瀬川堤防に鎮座する天王祠であったが[9]、1868年（明治元年）に津島社と名を変え、当社に合祀される。
- 洲原社（すはらしゃ） - 1877年（明治10年）、洲原神社より勧請される。
- 山之神社（やまのかみしゃ） - 『寛文村々覚書』や『尾張徇行記』には桶廻間村に前々除として存在した3つの社のひとつとして記載され（他は神明社、愛宕社）[2][3]、元は上ノ山の「山之神森」にあったものが、1868年（明治元年）に当社に合祀される[10]。

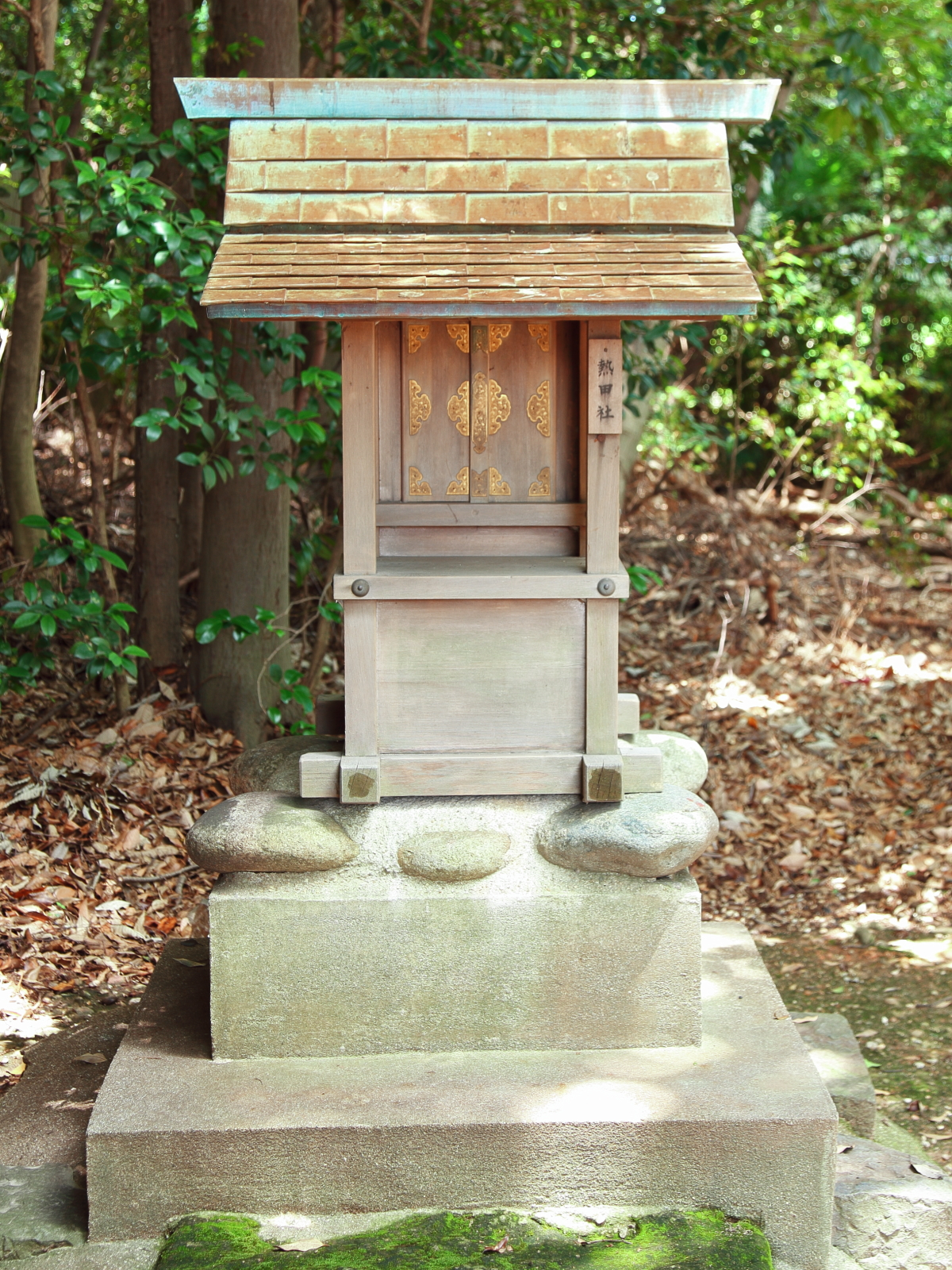
熱田社 （2012年（平成24年）7月）
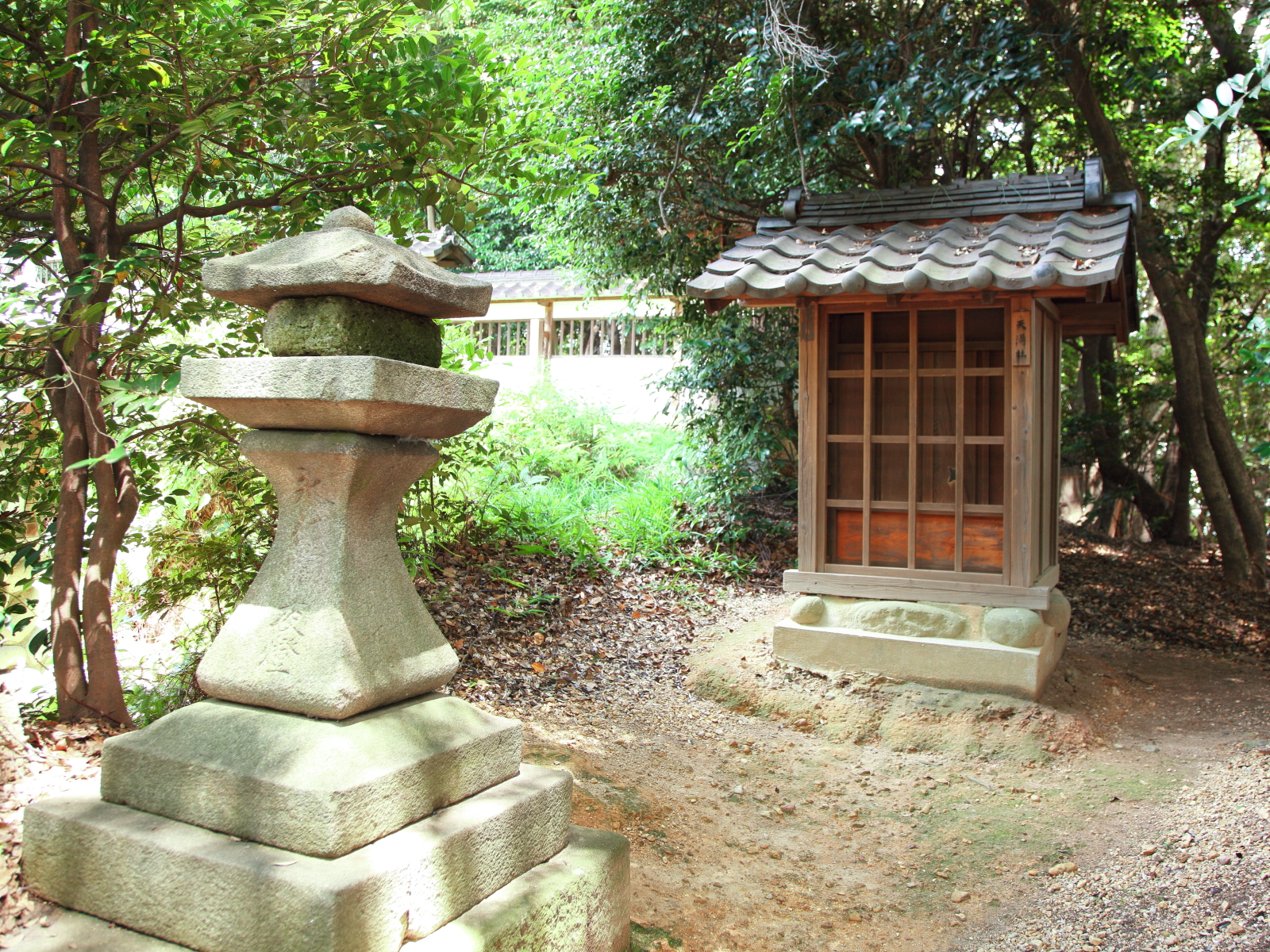
天満社 （2012年（平成24年）7月）
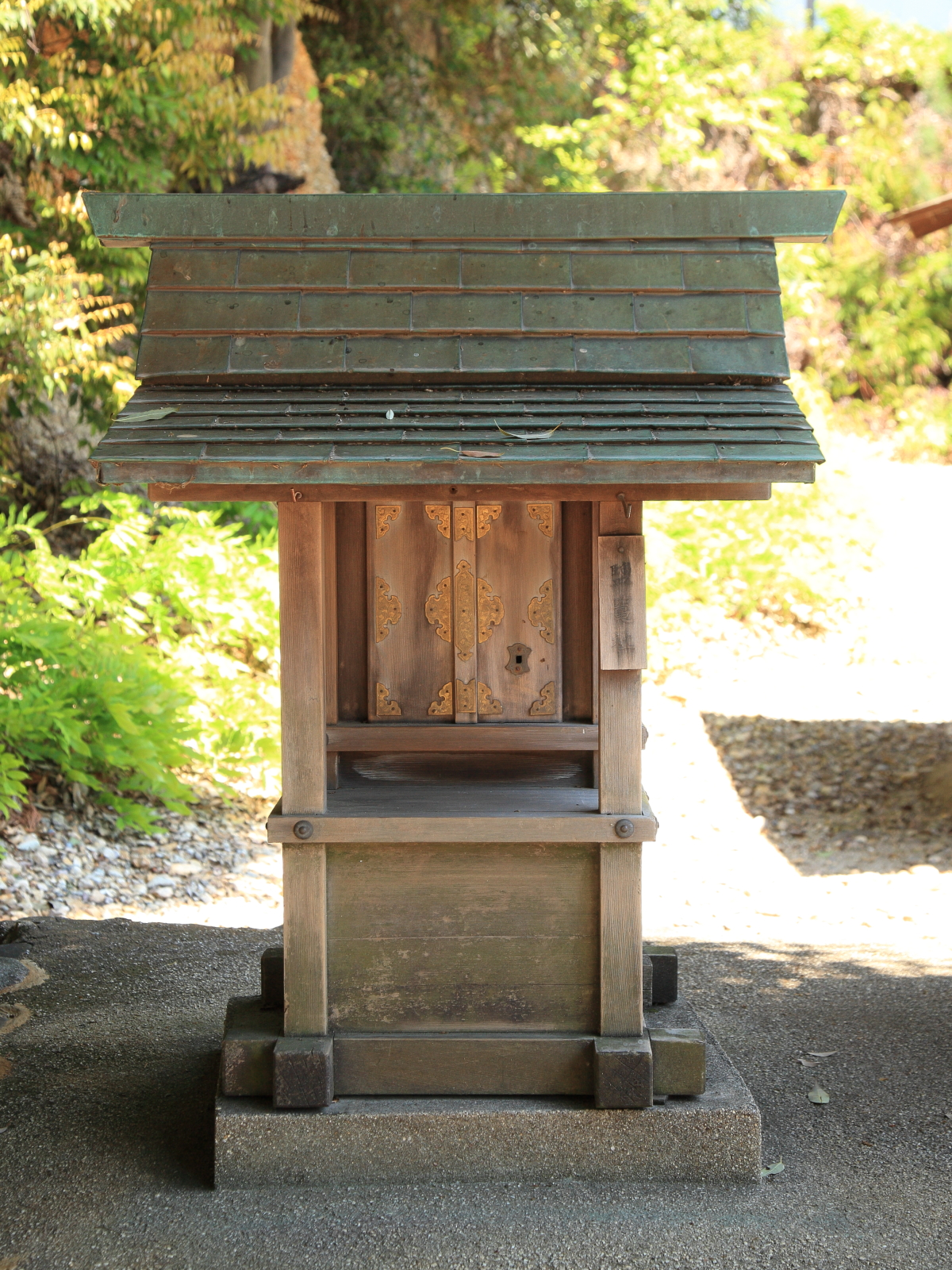
鹽竈社 （2013年（平成25年）4月）
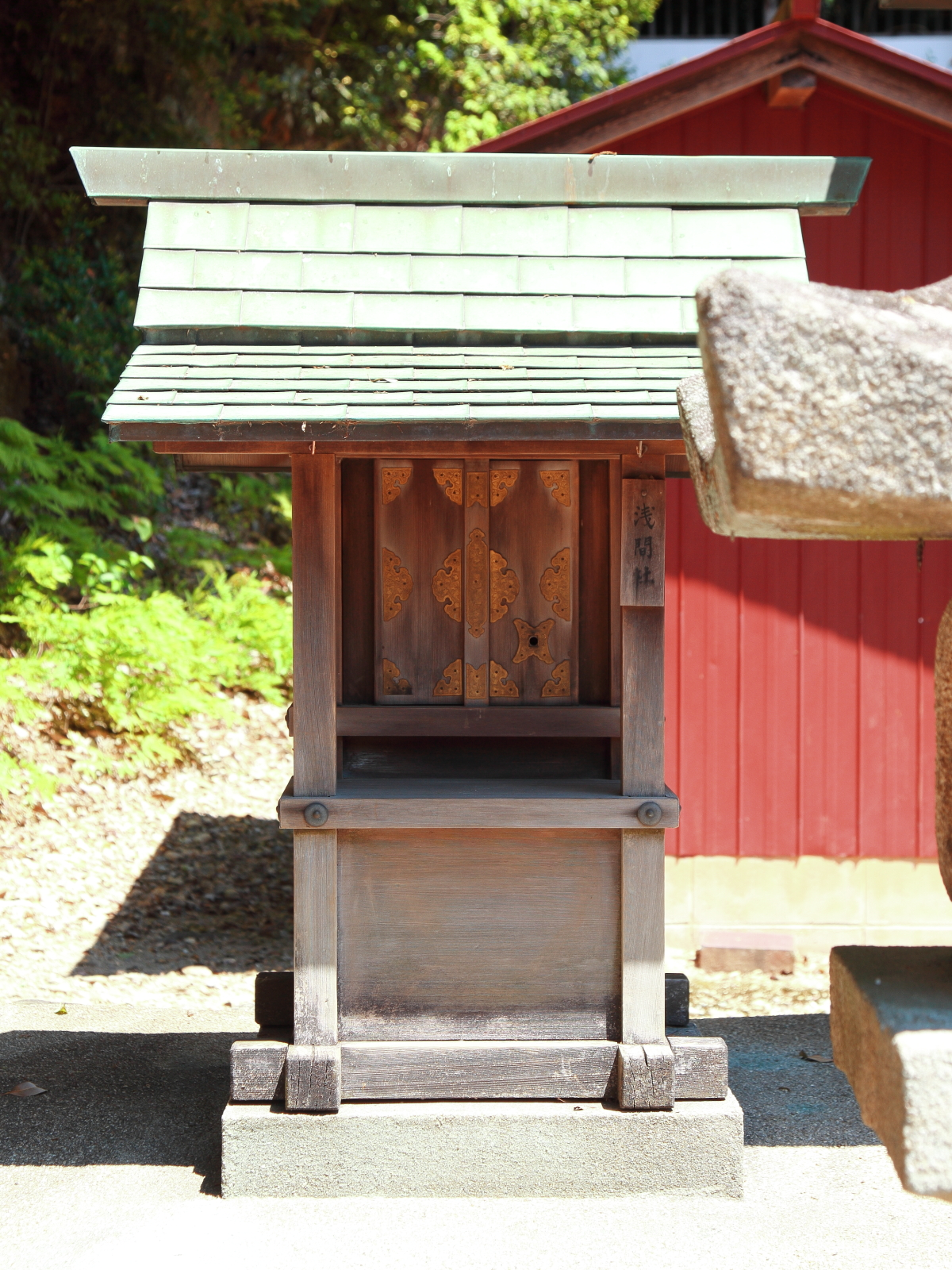
浅間社 （2013年（平成25年）4月）
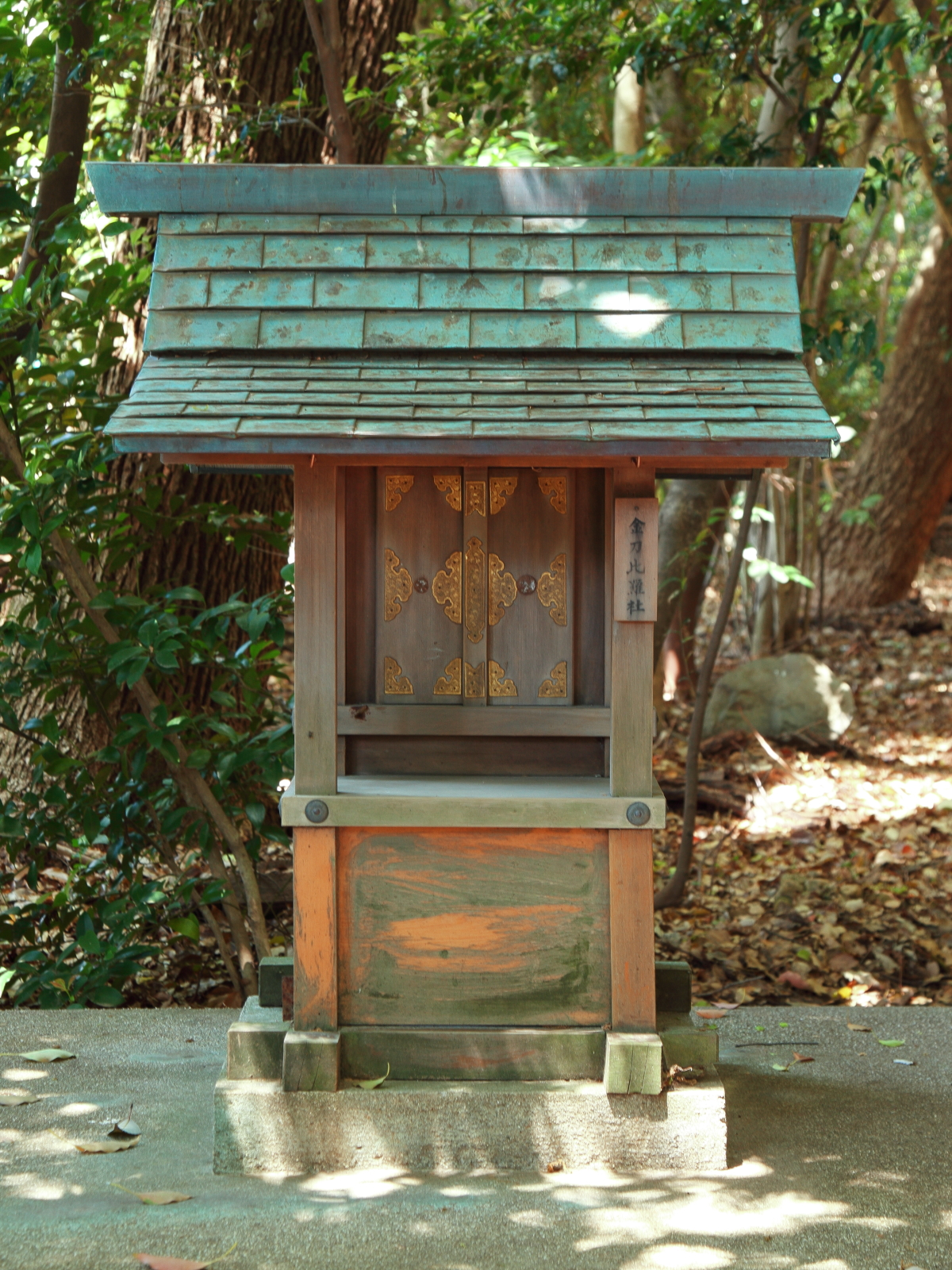
金刀比羅社 （2013年（平成25年）4月）
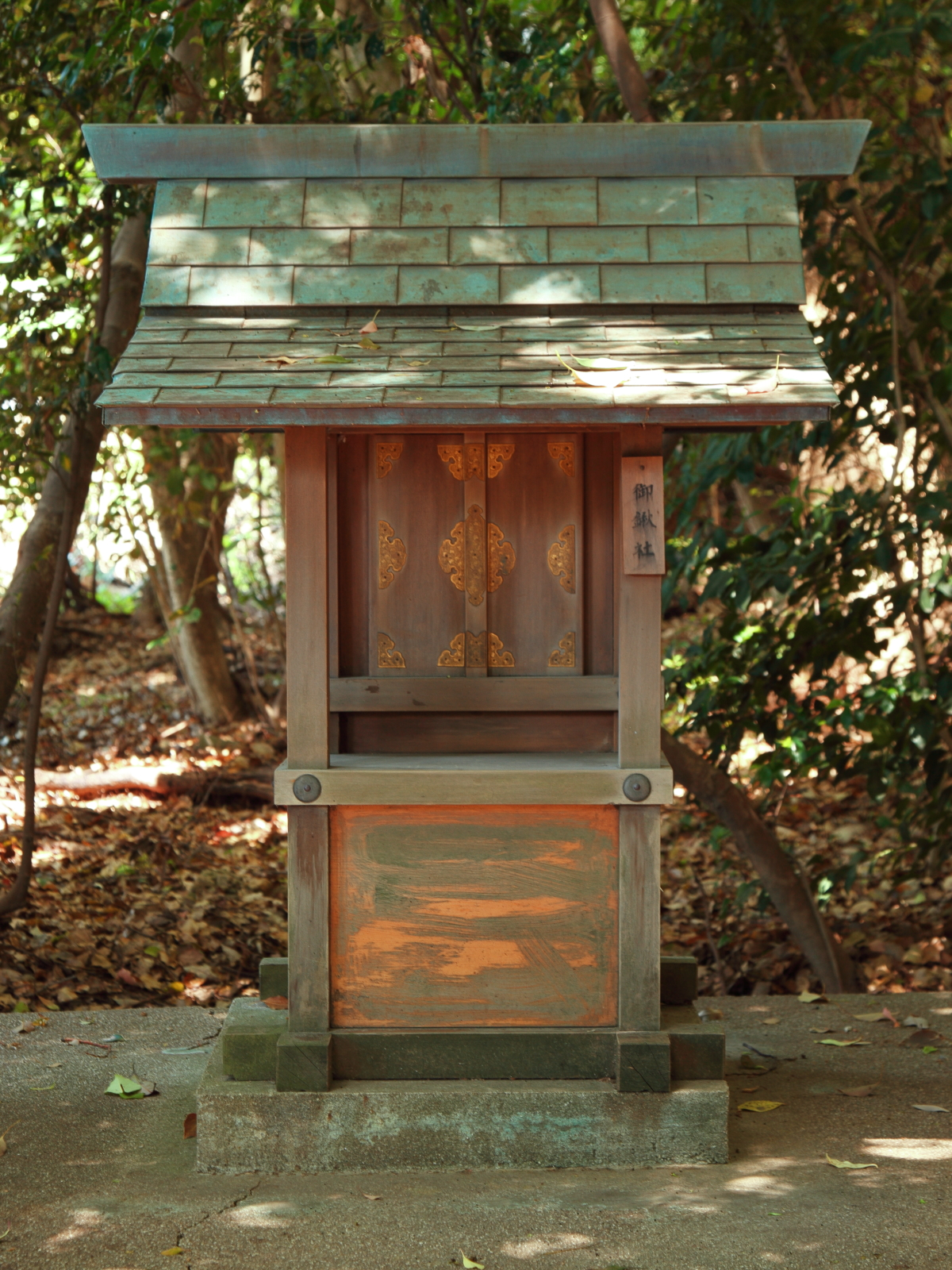
御鍬社 （2013年（平成25年）4月）
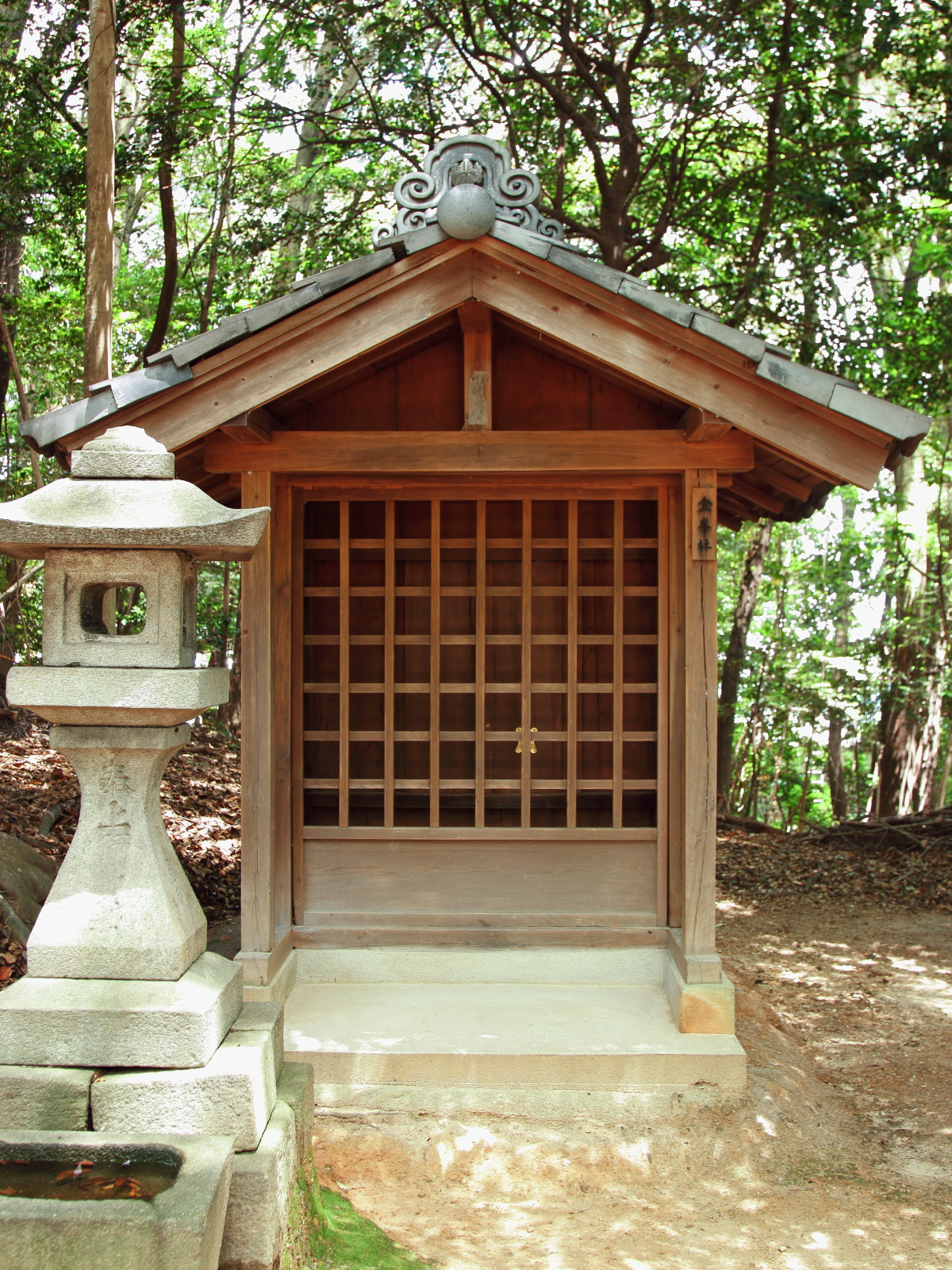
金峯社 （2012年（平成24年）7月）
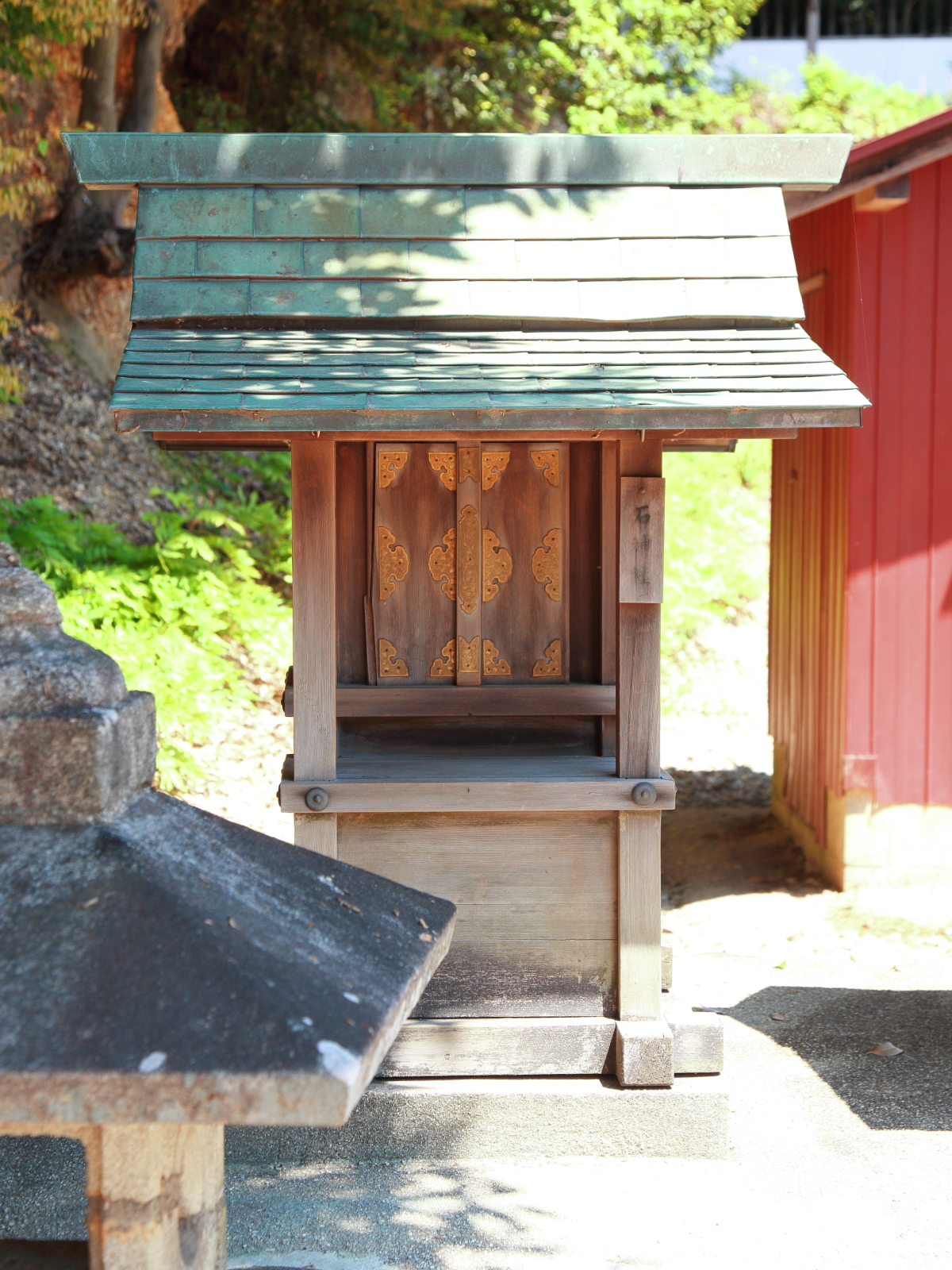
石神社 （2013年（平成25年）4月）
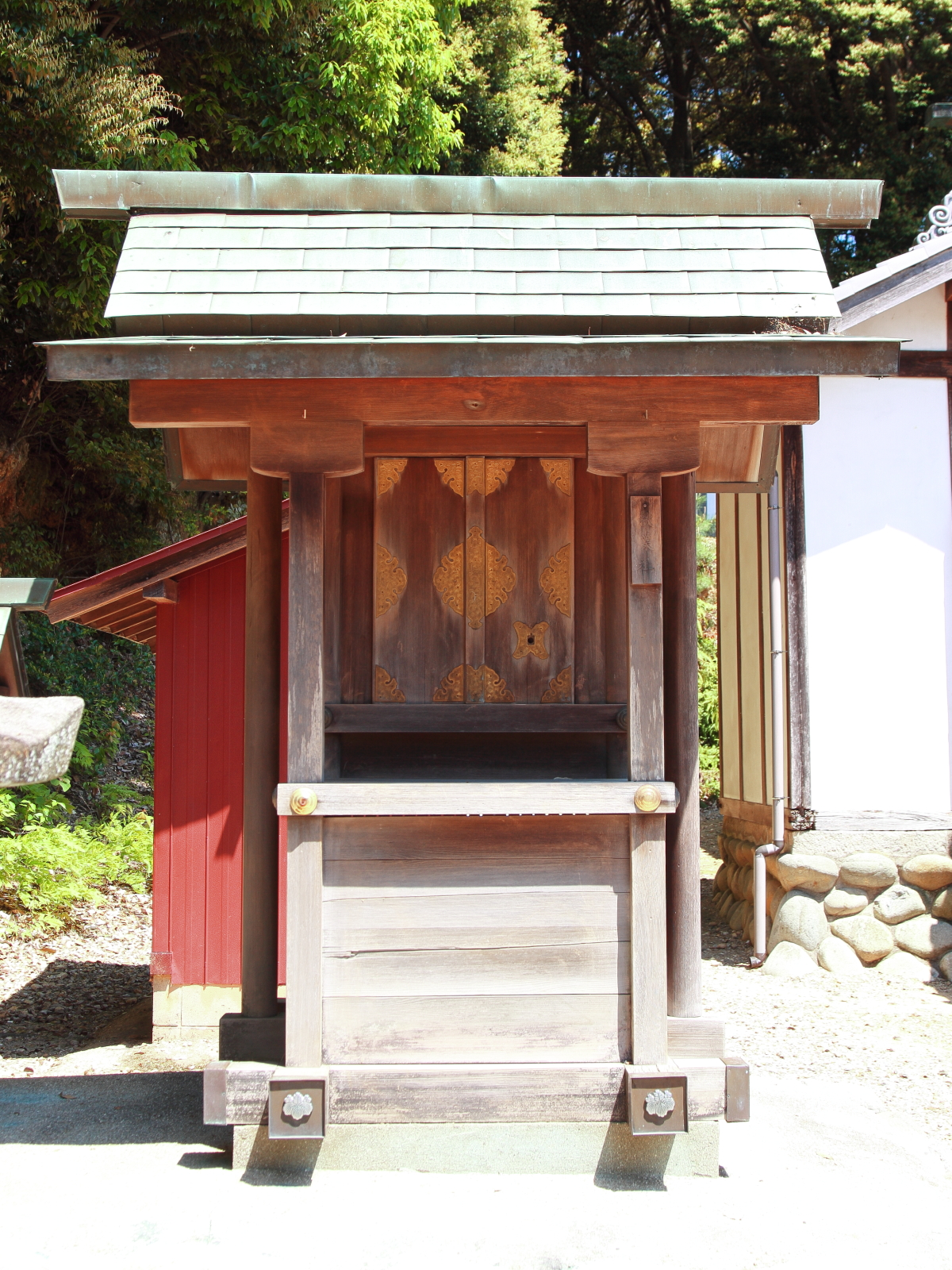
秋葉社 （2013年（平成25年）4月）
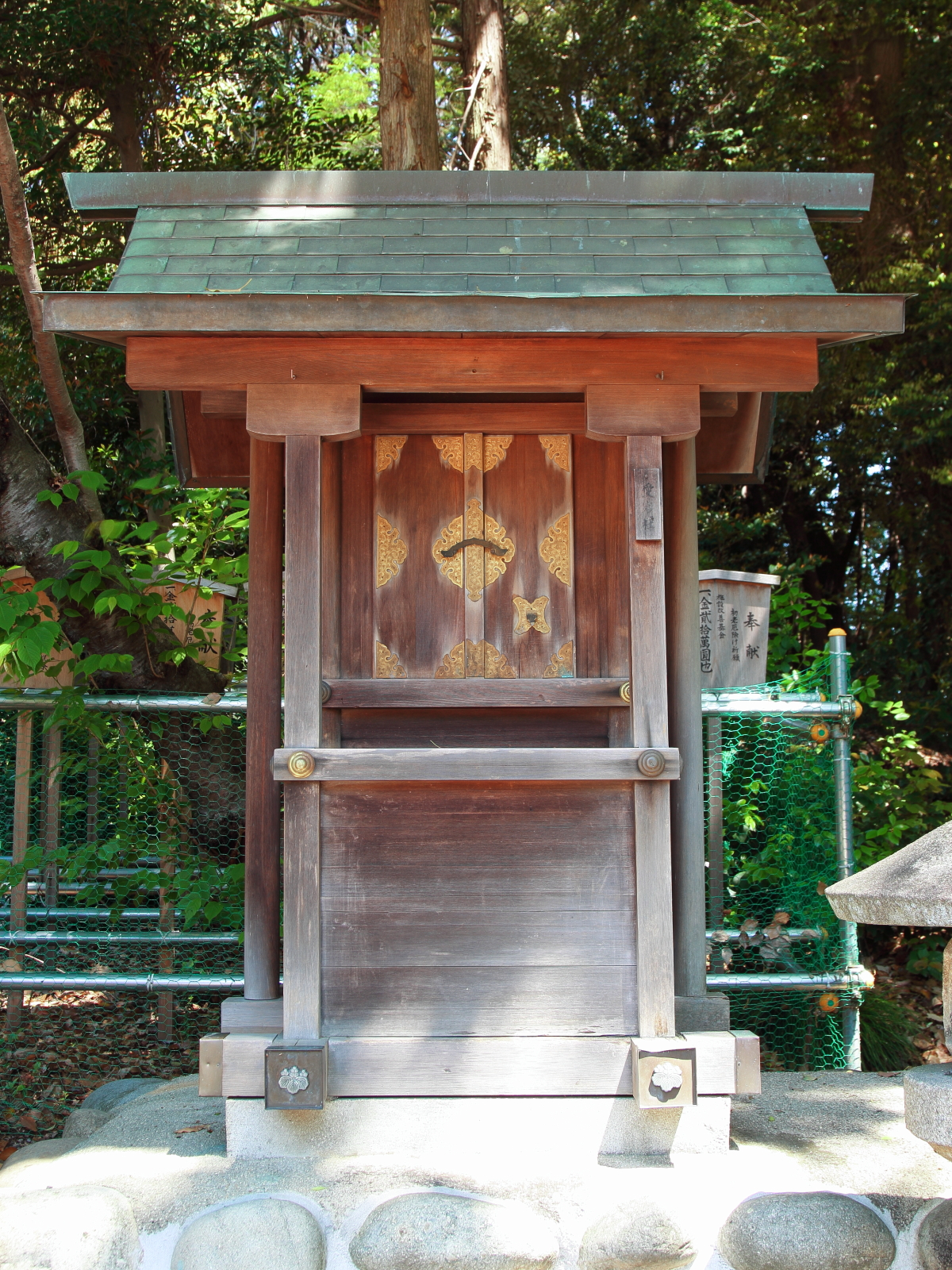
愛宕社 （2013年（平成25年）4月）
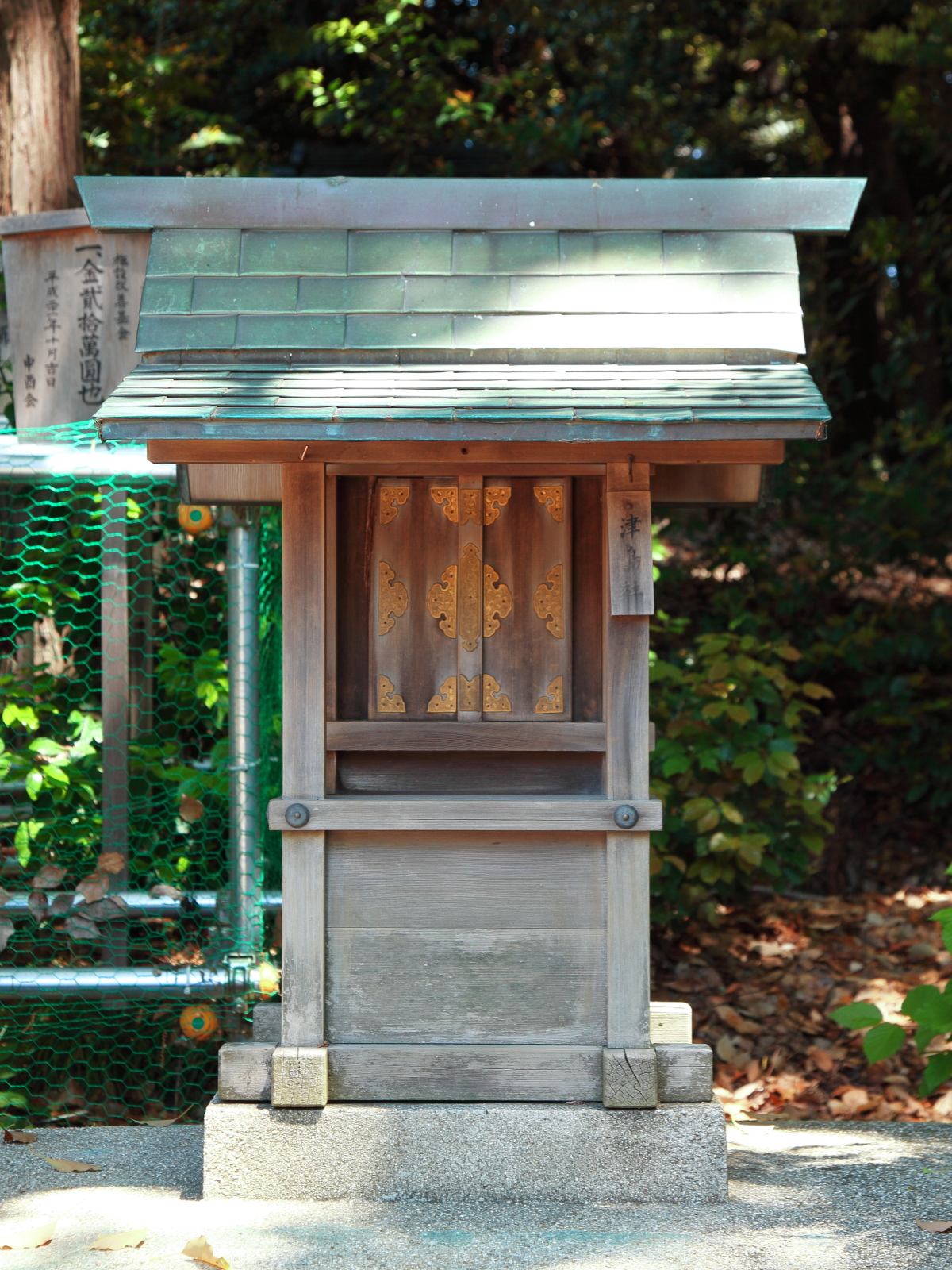
津島社 （2013年（平成25年）4月）
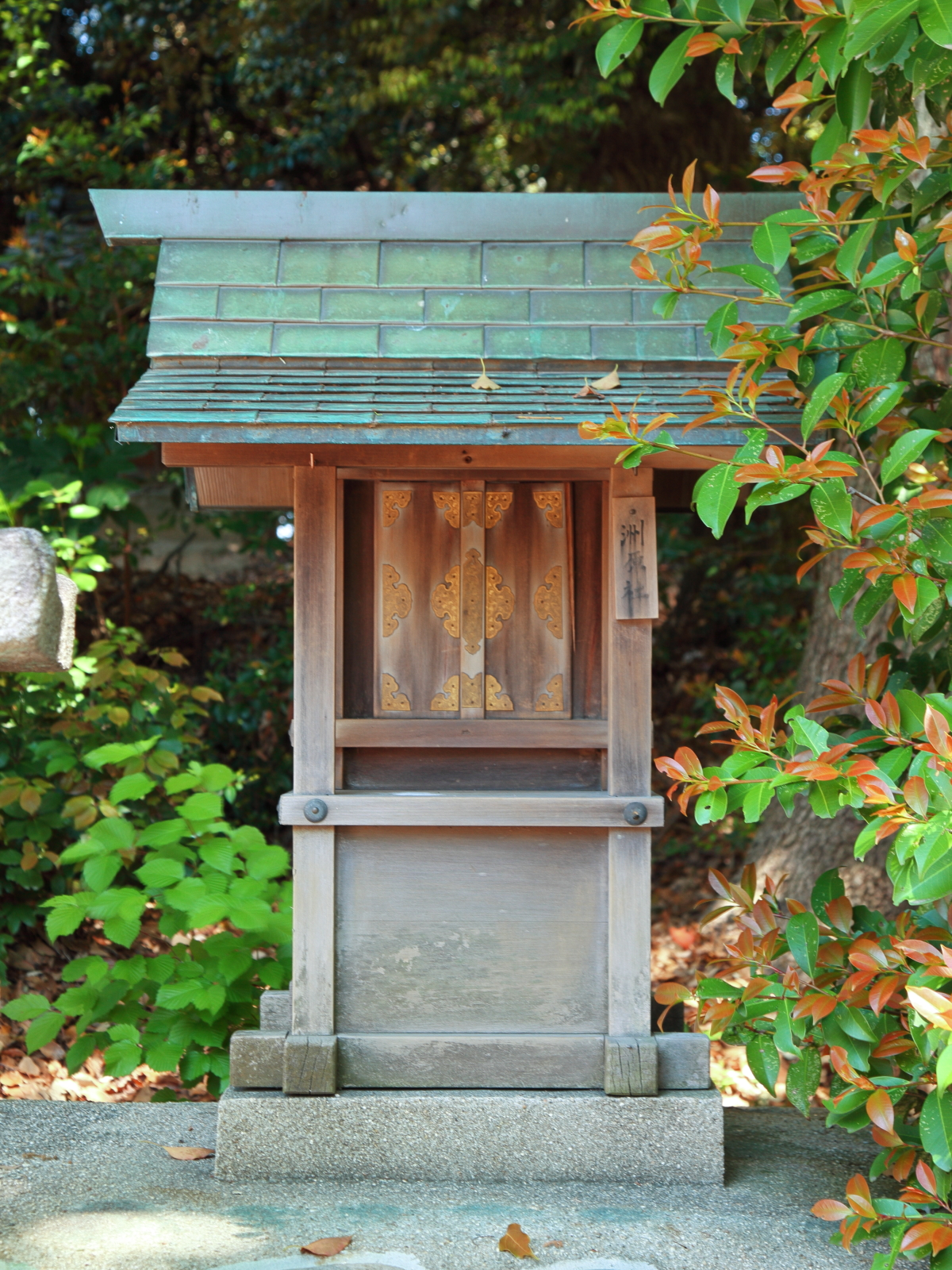
洲原社 （2013年（平成25年）4月）
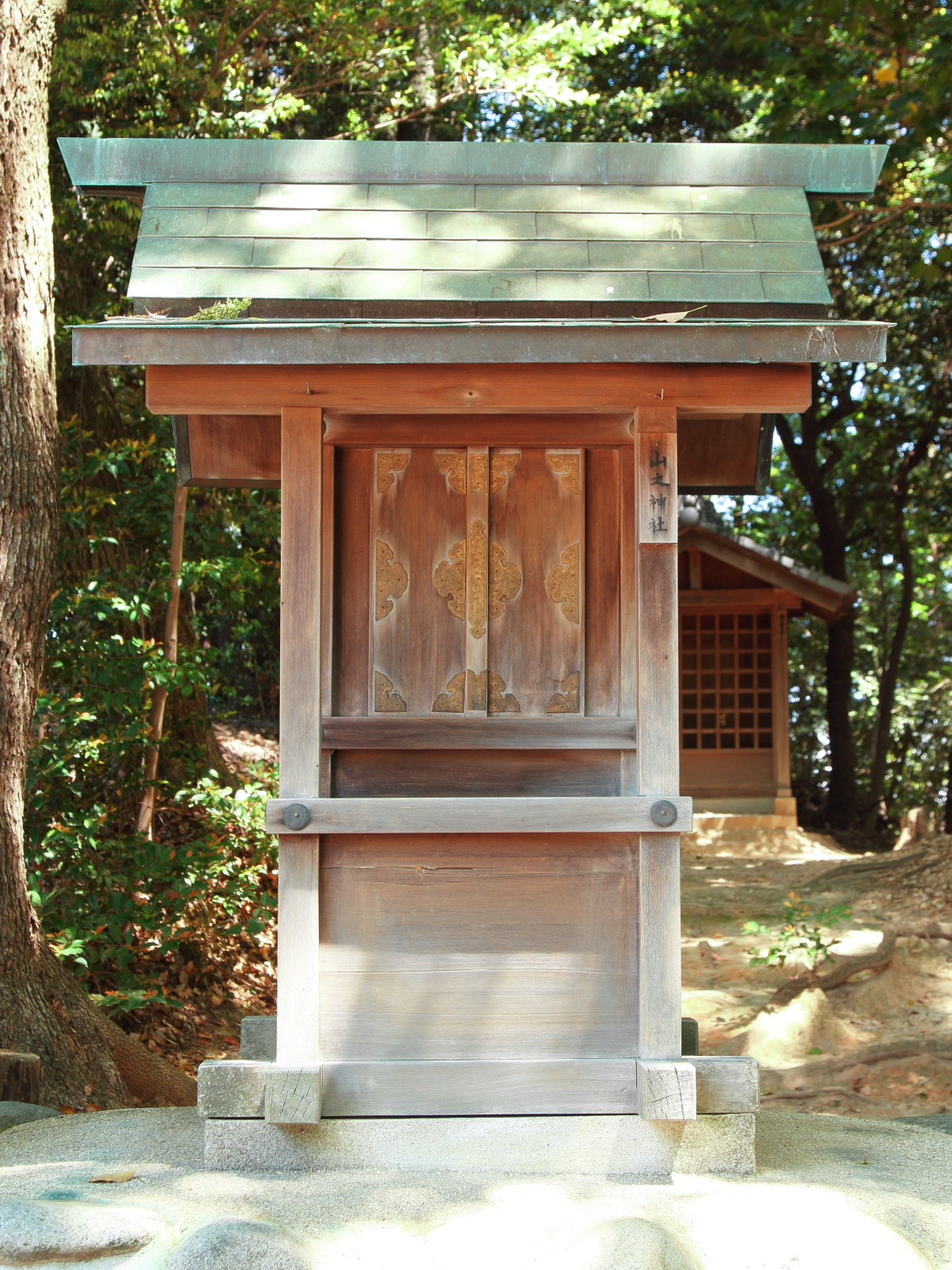
山之神社 （2013年（平成25年）4月）

## 例祭
例祭は寛文年間（1661年 - 1673年）の頃から始まったとみられ、8月16日のその日は当初桶廻間村と支郷であった有松村の両村から氏子が集い祭礼が行われた。寛政年間（1789年 - 1801年）に鳴海村の天神山に天満社が勧請されて有松村の氏神とされ（有松天満社（北緯35度4分14.9秒 東経136度58分5.9秒 / 北緯35.070806度 東経136.968306度））、その例祭日が桶狭間神明社の前日である8月15日と定められてからは、15日の天満社祭礼には桶廻間から馬や獅子が出、16日の神明社祭礼には有松から行列が赴くなどして、2村が両祭礼に相互参加する慣習が江戸時代後半から1932年（昭和7年）まで続いている。

1970年代に至り、例祭は毎年10月第2日曜日に行われるようになっており、地区によって上・中・下3組に分かれた一行が、大きな角樽に差した笠鉾、そして大太鼓を積んだ音頭台を載せた台車を引いて参詣する。この行列にも近年、名古屋市南部の祭礼の特徴とされる猩々（しょうじょう）が加わっている。